# 費贊-加達姆斯軍事占領區
费赞-加达姆斯军事占领区是1943年至1951年利比亚独立前由法国军事占领和管理的意属利比亚领土，是同盟国对利比亚的军事占领行动的一部分。
来自法属乍得的自由法国军队于1943年占领费赞，并多次要求在行政上将费赞并入法国的北非殖民地。
英国政府在英占的黎波里塔尼亚占领区开始培训急需的空缺的利比亚公务员管理此地。因缺乏人手，因此前意大利殖民地行政人员依旧在的黎波里任职。在二战期间，意大利的法律在当地仍有效力。在人口稀少的费赞（Fezzan）地区，法国的军管行动与英国对的黎波里的行动形成相互关系。
经英国批准，自由法国部队于1943年1月从法属乍得北上，控制了该地。法国的对当地行政管理由驻扎在塞卜哈的官员负责，但主要是通过费赞著名家族萨伊夫·安·纳斯尔管理。自由法国军队在当地成立了军事管理机构，这让利比亚民族主义者担心，法国可能将费赞从利比亚分离出去。
1951年12月24日，费赞与的黎波里塔尼亚和昔兰尼加一起成立了利比亚王国。利比亚是第一个依联合国決議获得独立的国家，也是非洲最早获得独立的前欧洲殖民地之一。